# Шевелёва (Байкаловский район)
Шевелёва — деревня в Байкаловском районе Свердловской области. Входит в состав Краснополянского сельского поселения. Управляется Шадринским сельским советом.

## География
Населённый пункт расположен на правом берегу реки Шавушка в 30 километрах на северо-запад от районного центра — села Байкалово.

### Часовой пояс
Шевелева, как и вся Свердловская область, находится в часовой зоне МСК+2. Смещение применяемого времени относительно UTC составляет +5:00.

## Население
| 2002 | 2010 | 2021 |
| ---- | ---- | ---- |
| 84   | ↗87  | ↘63  |

- 2002 год — 30 человек.

Структура
По данным переписи 2002 года национальный состав следующий: русские — 100 %. По данным переписи 2010 года в деревне было: мужчин — 50, женщин — 37.

## Инфраструктура
В деревне расположена всего одна улица (Трактовая).